# Cyathea costalis
Cyathea costalis là một loài dương xỉ trong họ Cyatheaceae. Loài này được Christ Domin mô tả khoa học đầu tiên năm 1929.